# Strada statale 254 di Cervia
La ex strada statale 254 di Cervia (SS 254), ora strada provinciale 2 di Cervia (SP 2) in provincia di Forlì-Cesena e strada provinciale 254 ex SS Cervese (SP 254) in provincia di Ravenna, è una strada provinciale italiana di rilevanza interprovinciale.

## Percorso
Ha origine nella località Ospedaletto di Forlì, ed è la più rapida via di collegamento tra il capoluogo romagnolo e la costa adriatica. Si snoda nei territori comunali di Forlì, Ravenna e Cervia, attraversando le varie frazioni (Bagnolo, Carpinello, Pievequinta, Caserma e Casemurate a Forlì; Castiglione di Ravenna a Ravenna, Castiglione di Cervia e località Tantlon a Cervia. Sul suo tracciato, interseca l'autostrada A14, la ex strada statale 71 Umbro Casentinese Romagnola, la strada statale 3 bis Tiberina e termina sulla strada statale 16 Adriatica.
In seguito al decreto legislativo n. 112 del 1998, dal 2001 la gestione è passata dall'ANAS alla Regione Emilia-Romagna, che ha provveduto al trasferimento dell'infrastruttura al demanio della Provincia di Forlì-Cesena e della Provincia di Ravenna per le tratte territorialmente competenti.